# Hybomitra bagheera
Hybomitra bagheera är en tvåvingeart som beskrevs av Violovitsh 1968. Hybomitra bagheera ingår i släktet Hybomitra och familjen bromsar. Inga underarter finns listade i Catalogue of Life.